# Newell Brands
Newell Brands Inc. (NASDAQ: NWL

) er en amerikansk producent, importør og distributør af forbrugs- og handelsprodukter. De ejer talrige brands indenfor husholdningsprodukter, børn, skriveudstyr og skønhedspleje.
Deres hovedkvarter er i Atlanta. Newell Manufacturing Company blev etableret af Edgar Newell i Ogdensburg, New York i 1903, som en producent af gardinophæng. De har 2022 en årsomsætning på 9,46 mia. US $, og der er 31.000 ansatte.

## Brands
- Rubbermaid
- Dymo
- Elmer's
- Mr. Sketch
- Paper Mate
- Parker
- Prismacolor
- Rotring
- Sharpie
- Waterman
- X-Acto
- Aprica
- Baby Jogger
- Graco
- NUK
- Tigex
- Aerobed
- Bubba
- Campingaz
- Coleman
- Contigo
- Marmot
- Stearns
- Chesapeake Bay Candle
- WoodWick
- Yankee Candle
- BRK
- First Alert
- One Link
- Calphalon
- Mapa Professional
- Crock-Pot
- Mr. Coffee
- Oster
- Sunbeam
- Ball
- Kerr
- Food Saver
- Sistema